# Ленинградский район (Калининград)
Ленингра́дский район — один из трёх (до 2009 года — пяти) внутригородских административных районов Калининграда, до 2009 года был самым большим районом города, ныне уступает другим районам по площади. Площадь района — 53,7 км², население — 181 548 чел. (2023). В состав района входят посёлки Первомайский и Октябрьское. Район был образован 25 июля 1947 года Указом Президиума Верховного Совета РСФСР.

## География
Ленинградский район расположен на территории бывших кёнигсбергских районов Ротенштейн, Марауненхоф, Лип, Куммерау, Кальтхоф, Палве и Девау. Район граничит с Московским, Центральным районами Калининграда и Гурьевским районом Калининградской области.

## Население
| 1959     | 1970     | 1979     | 1989     | 2002     | 2009     | 2010     | 2012     | 2013     |
| -------- | -------- | -------- | -------- | -------- | -------- | -------- | -------- | -------- |
| 54 343   | ↗91 755  | ↗119 312 | ↗140 465 | ↗152 541 | ↘150 026 | ↗159 771 | ↗160 017 | ↗163 135 |
| 2014     | 2015     | 2016     | 2017     | 2018     | 2019     | 2020     | 2021     | 2023     |
| ↗165 955 | ↗167 806 | ↗170 800 | ↗173 905 | ↗176 840 | ↗178 818 | ↗180 359 | ↗182 126 | ↘181 548 |

## Администрация района
Деятельностью администрации района руководит глава администрации. В случае отсутствия главы администрации — его полномочия осуществляет один из заместителей. С 2011 года исполняющим обязанности главы администрации является Альберт Тагинцев. Администрация района подчиняется администрации города Калининграда.

## Транспорт
В Ленинградском районе расположено несколько основных магистралей города — это в первую очередь Московский проспект, который идет с запада на восток практически через весь город, и далее переходит в автодорогу А229, соединяющую Калининград с Советском, улица А. Невского, ведущая в аэропорт Храброво, улица Ю. Гагарина, соединяющая центр Калининграда с поселками Малое Исаково, Васильково и с Гурьевском.
В Ленинградском районе развит городской пассажирский транспорт. С другими районами города его связывает трамвайный маршрут № 5. На территории района курсирует троллейбусный маршрут № 7, связывающий северную и восточную его части с центром города. Автобусное сообщение также хорошо развито. Единственной проблемой при передвижении по Ленинградскому району могут оказаться пробки, которые особенно часты на улицах Горького и Нарвской, ведущие к новому спальному микрорайону Сельма. 
По западной границе района проходит железнодорожная линия, связывающая Южный и Северный вокзалы и курортные города Светлогорск, и Пионерский. В юго-западной части района линия соединяется с другой, проходящей по центру района и соединяющая уже городские вокзалы с городами Советск и Зеленоградск. На территории района расположено два остановочных пункта: Сельма и Кутузово-Новое.

## Достопримечательности
В состав Ленинградского района включен географический центр города, в котором расположены основные достопримечательности Калининграда. В довоенные годы на территории района находились Старый город с множеством памятников архитектуры, в числе которых уничтоженный Королевский замок Кёнигсберга. Некоторые же достопримечательности сохранились и до наших дней:
- Королевские ворота
- Закхаймские ворота
- Оборонительная казарма «Кронпринц»
- Астрономический бастион
- Бастион Грольман
- Башня Дона
- Башня Врангеля
- Кирасирские казармы
- Остатки Кёнигсбергского замка и построенный на его месте Дом Советов
- Кёнигсбергская обсерватория
- Аусфальские ворота
- Железнодорожные ворота

- Королевские ворота
- Закхаймские ворота
- Башня Дона
- Башня Врангеля

На территории района имеется 14 прудов и озёр, в том числе знаменитые водоемы города: озеро Верхнее (бывш. Обертайх), пруд Нижний (бывш. Замковый пруд).

## Образование
В районе расположено 14 школ, 18 детских дошкольных учреждений, а также Балтийская государственная академия и Калининградский морской лицей.

## Культура и искусство
В Ленинградском районе находятся:
- Калининградская государственная художественная галерея (Московский проспект, 60-62). Художественная галерея была основана в 1988 году. В её собрание входят произведения живописи, графики, скульптуры и предметов декоративно-прикладного искусства. В восьми выставочных залах галереи ежегодно проводится до 30 выставок и художественных проектов совместно с музеями России и Европы, калининградскими, российскими и зарубежными авторами, организуются организует научные конференции и художественные пленэры. Галерея располагает лекционным залом, библиотекой, детской художественной студией.

- Калининградский областной историко-художественный музей (ул. Клиническая, 21). Историко-художественный музей был основан как краеведческий музей в 1946 году. С 1991 года музей расположен в реконструированном здании бывшего городского концертного зала Штадтхалле. В одиннадцати выставочных залах музея расположены постоянные и временные выставки.

- Музей янтаря.

- Немецко-Русский Дом (ул. Ялтинская, 2-а). В Немецко-Русском Доме проводятся концерты Калининградского симфонического оркестра, литературные чтения, выставки, театральные вечера.

- Калининградский университетский Ботанический сад (ул. Лесная-Молодёжная). Ботанический сад располагается на территории бывшего городского Кенигсбергского садоводства, основанного в 1904 году Паулем Кэбером, профессором Кенигсбергского университета. С 1967 года, когда сад был передан КГУ, он является научным подразделением университета. Сад занимает площадь 13,57 гектаров, его коллекция насчитывает более 2500 растений.